# Arcidiocesi di La Serena

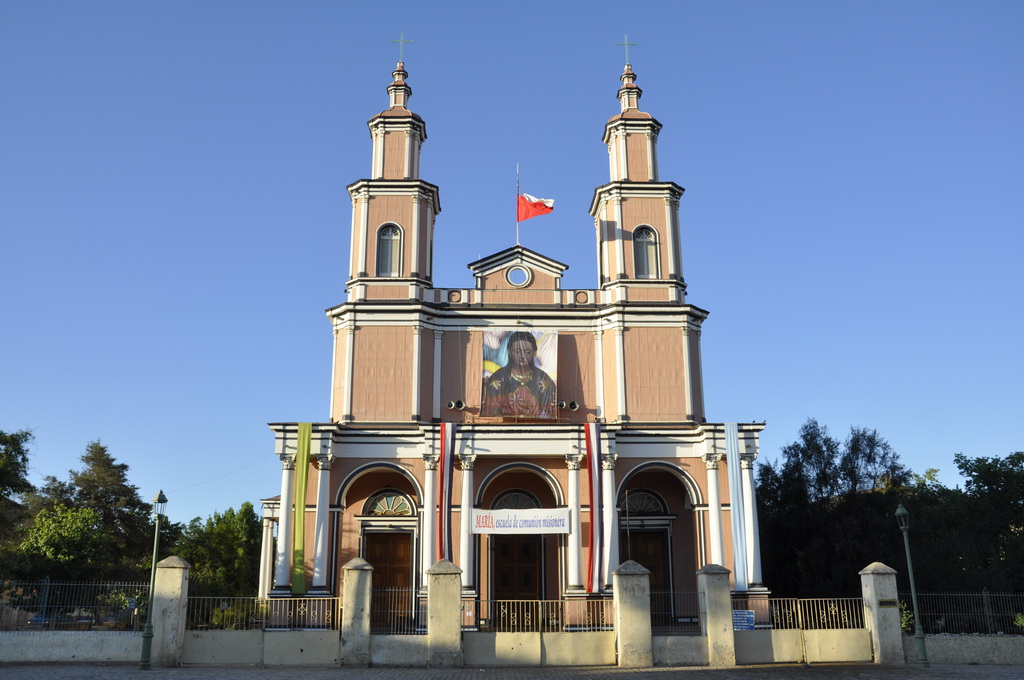
La basilica minore di Nostra Signora del Rosario di Andacollo.

L'arcidiocesi di La Serena (in latino: Archidioecesis Serenensis) è una sede metropolitana della Chiesa cattolica in Cile. Nel 2021 contava 421.000 battezzati su 691.000 abitanti. È retta dall'arcivescovo René Osvaldo Rebolledo Salinas.

## Territorio
L'arcidiocesi comprende le province cilene di Elqui e di Limarí, nella regione di Coquimbo.
Sede arcivescovile è la città di La Serena, dove si trova la cattedrale di Nostra Signora della Mercede. Ad Andacollo sorge la basilica minore di Nostra Signora del Rosario.
Il territorio si estende su 40.579 km² ed è suddiviso in 34 parrocchie, raggruppate in 4 vicariati: La Serena, Coquimbo, Elqui e Limarí.

### Provincia ecclesiastica
La provincia ecclesiastica di La Serena, istituita nel 1939, comprende 2 suffraganee:
- diocesi di Copiapó,
- prelatura territoriale di Illapel.

## Storia
La diocesi fu eretta il 1º luglio 1840 con la bolla Ad apostolicae potestatis di papa Gregorio XVI, ricavandone il territorio dall'arcidiocesi di Santiago del Cile, di cui era originariamente suffraganea.
Il 29 maggio 1939 è stata elevata al rango di arcidiocesi metropolitana con la bolla Quo provinciarum di papa Pio XII.
Il 9 novembre 1946 e il 30 aprile 1960 ha ceduto porzioni del suo territorio a vantaggio dell'erezione rispettivamente dell'amministrazione apostolica di Copiapó (oggi diocesi) e della prelatura territoriale di Illapel.
Il 22 marzo 1988, con la lettera apostolica Populum quidem, papa Giovanni Paolo II ha confermato la Beata Maria Vergine, venerata con il titolo di Nuestra Senora del Rosario de Andacollo, patrona dell'arcidiocesi.

## Cronotassi dei vescovi
Si omettono i periodi di sede vacante non superiori ai 2 anni o non storicamente accertati.
- José Agustín de la Sierra Mercado † (22 luglio 1842 - 31 agosto 1851 deceduto)
- Justo Donoso Vivanco † (19 marzo 1853 - 22 febbraio 1868 deceduto)
- José Manuel Orrego Pizarro † (21 dicembre 1868 - 17 settembre 1887 dimesso)
  - Sede vacante (1887-1890)
- Florencio Eduardo Fontecilla Sánchez † (26 giugno 1890 - 1º marzo 1909 deceduto)
- Ramón Ángel Jara Ruz † (31 agosto 1909 - 1º marzo 1917 deceduto)
- Carlos Silva Cotapos † (20 febbraio 1918 - 14 dicembre 1925 nominato vescovo di Talca)
- José María Caro Rodríguez † (14 dicembre 1925 - 28 agosto 1939 nominato arcivescovo di Santiago del Cile)
- Juan Subercaseaux Errázuriz † (8 gennaio 1940 - 9 agosto 1942 deceduto)
- Alfredo Cifuentes Gómez † (5 giugno 1943 - 10 marzo 1967 ritirato[3])
- Juan Francisco Fresno Larraín † (28 luglio 1967 - 3 maggio 1983 nominato arcivescovo di Santiago del Cile)
- Bernardino Piñera Carvallo † (1º luglio 1983 - 29 settembre 1990 ritirato)
- Francisco José Cox Huneeus, P.Schönstatt † (29 settembre 1990 succeduto - 16 aprile 1997 dimesso)
- Manuel Gerardo Donoso Donoso, SS.CC. (16 aprile 1997 - 14 dicembre 2013 ritirato)
- René Osvaldo Rebolledo Salinas, dal 14 dicembre 2013

## Statistiche
L'arcidiocesi nel 2021 su una popolazione di 691.000 persone contava 421.000 battezzati, corrispondenti al 60,9% del totale.
| anno | popolazione | popolazione | popolazione | presbiteri | presbiteri | presbiteri | presbiteri                | diaconi | religiosi | religiosi | parrocchie |
| anno | battezzati  | totale      | %           | numero     | secolari   | regolari   | battezzati per presbitero | diaconi | uomini    | donne     | parrocchie |
| ---- | ----------- | ----------- | ----------- | ---------- | ---------- | ---------- | ------------------------- | ------- | --------- | --------- | ---------- |
| 1950 | 232.750     | 245.609     | 94,8        | 86         | 38         | 48         | 2.706                     |         | 57        | 127       | 27         |
| 1966 | 221.025     | 245.584     | 90,0        | 69         | 25         | 44         | 3.203                     |         | 47        | 65        | 25         |
| 1970 | ?           | 326.693     | ?           | 67         | 27         | 40         | ?                         |         | 49        | 158       | 25         |
| 1976 | 295.156     | 322.975     | 91,4        | 60         | 23         | 37         | 4.919                     | 3       | 46        | 130       | 25         |
| 1980 | 272.800     | 340.800     | 80,0        | 53         | 22         | 31         | 5.147                     | 4       | 40        | 123       | 25         |
| 1990 | 301.703     | 402.271     | 75,0        | 62         | 31         | 31         | 4.866                     | 10      | 40        | 165       | 30         |
| 1999 | 313.335     | 391.919     | 79,9        | 67         | 32         | 35         | 4.676                     | 49      | 44        | 149       | 31         |
| 2000 | 284.517     | 492.275     | 57,8        | 67         | 31         | 36         | 4.246                     | 49      | 48        | 147       | 31         |
| 2001 | 364.283     | 492.275     | 74,0        | 64         | 29         | 35         | 5.691                     | 52      | 55        | 153       | 31         |
| 2002 | 350.000     | 499.753     | 70,0        | 73         | 34         | 39         | 4.794                     | 53      | 63        | 156       | 32         |
| 2003 | 425.567     | 521.529     | 81,6        | 65         | 32         | 33         | 6.547                     | 51      | 47        | 138       | 32         |
| 2004 | 428.702     | 521.529     | 82,2        | 62         | 29         | 33         | 6.914                     | 54      | 46        | 142       | 33         |
| 2013 | 468.000     | 570.000     | 82,1        | 60         | 29         | 31         | 7.800                     | 62      | 37        | 127       | 33         |
| 2016 | 394.800     | 623.720     | 63,3        | 63         | 32         | 31         | 6.266                     | 58      | 37        | 115       | 33         |
| 2019 | 409.700     | 672.300     | 60,9        | 57         | 31         | 26         | 7.187                     | 58      | 31        | 114       | 33         |
| 2021 | 421.000     | 691.000     | 60,9        | 59         | 34         | 25         | 7.135                     | 65      | 27        | 114       | 34         |